# Lågøya
Lågøya (en noruego, isla Baja) es una pequeña isla deshabitada del archipiélago noruego de las islas Svalbard, en el océano Ártico. Administrativamente, pertenece a Svalbard, un territorio dependiente de Noruega.
La isla está situada al noroeste de la isla de Nordaustlandet, a unos 5-6 km de distancia. La superficie es de 103,5 km², y su longitud es de unos 15 y una anchura máxima de 12,2 km.
Lågøya es raramente visitada por turistas, que se embarcan en los cruceros que circunnavegan Spitsbergen.

## Historia
La isla aparece por primera vez mencionada en 1625 como Purchas plus ultra island en un mapa de la Compañía de Moscovia. Luego cayó en el olvido.
Alrededor de 1710, los neerlandeses  Cornelis Giles y Outger Rep la mencionan como  t 'Lage AEL .
El nombre de Lågøya fue mencionado por primera vez en 1820 por el británico William Scoresby,  científico y explorador del Ártico.
La isla siempre ha estado deshabitada, pero los tramperos la han utilizado a menudo como lugar de invernada.
En 1973, la isla fue incluida en la creación de la reserva natural de Nordaust-Svalbard.